# Katharina de Fries
Katharina de Fries (auch Kathrina Bieg, Katharina Bieg-Defries; geb. 1934 in Gelnhausen, Hessen; gest.  5. August 2019 in Saint-Lô) war eine linke Aktivistin der Studentenbewegung, Bankräuberin und Autorin. Sie wurde vom deutschen Staat als Terroristin der RAF angesehen.

## Leben
Katharina de Fries war ab 1968 Mitgründerin alternativer Berliner Kinderläden. Die Mutter von fünf Kindern beteiligte sich mit Gleichgesinnten an Überfällen, um für die Kinderbetreuung Geld zu beschaffen. 1980 unternahm sie mit einem Komplizen den Versuch eines bewaffneten Überfalls auf einen Geldboten vor einem Supermarkt. Dabei wurde de Fries von der Polizei festgenommen. In der Untersuchungshaft erfuhr sie, dass sie schwanger war. Sie erlitt eine Fehlgeburt. Gegen Kaution freigelassen entzog sie sich dem Prozess durch Flucht nach Frankreich.
De Fries lebte zunächst unbehelligt in Paris und verfasste Beiträge für die taz. Am 11. Juni 1981 wurde sie jedoch auf Betreiben der deutschen Bundesregierung verhaftet, die ihre Auslieferung nach Deutschland beantragte. Während der Haft schrieb sie den teilweise autobiografischen Roman Gestreifter Himmel. De Fries war inzwischen in Deutschland dem Umfeld der RAF zugeordnet worden. Gegen sie wurde nun wegen des Verdachts der Mitgliedschaft in einer terroristischen Vereinigung ermittelt. Das veranlasste die französische Regierung, sie nicht auszuliefern, weil ihrer Straftat auch politischer Charakter zugestanden wurde. De Fries beantragte politisches Asyl und wurde freigelassen.
Sie lebte in der westlichen Normandie nahe der Stadt Granville. Nachdem 1986 ihr Asylantrag in Frankreich abgelehnt worden war, beantragte Deutschland erneut die Auslieferung. Dies scheiterte jedoch ein weiteres Mal, weil das französische Gericht abermals die politische Dimension ihrer Tat würdigte. Bis zu ihrem Tod arbeitete sie als Autorin und Immobilienmaklerin.

## Medien
Von und über Katharina de Fries sind erschienen:

### Bücher und Aufsätze
- Ebbe Kögel: Katharina de Fries. „Mütter sind prädestinierte Bankräuber“[10]
- Ulrike Edschmid: Frau mit Waffe: Zwei Geschichten aus terroristischen Zeiten. Rowohlt, Berlin 1996, ISBN 978-3-87134-211-0.

### Filme
- Katharina. (Dokumentarfilm von Enzio Edschmid. 60 min)[11]
- Tagebuch. (TV-Dokumentation, 2001, 15 min)[6]

## Werke
- Gestreifter Himmel. Karin Kramer Verlag, Berlin 1983, ISBN 978-3-87956-155-1.
- Die Seelenretter. In: Johanna Monika Walther (Hrsg.): Lesebuch Zukunft. 1984-2001. tende Verlag, Münster 1984, ISBN 3-88633-125-3, S. 37–41.